# CD28
CD28 es un cúmulo de diferenciación (en Inglés: cluster of differentation, CD), una glicoproteína de la familia de las inmunoglobulinas que actúa como receptor celular presente sobre la membrana de los linfocitos T. Su acción consiste en la mediación en la adhesión de los linfocitos T inmaduros con las células presentadoras de antígenos foráneos. Esta y otras moléculas son co-estimuladoras y su interacción con sus receptores o ligandos determinará si el linfocito T responderá frente a los antígenos presentados por las células presentadoras del antígeno. Participa en el reconocimiento de elementos autoantigénicos para evitar reacciones autoinmunes.

## Señalización
Es una de las proteínas expresadas en las células T que proporcionan señales coestimuladoras necesarias para su activación y supervivencia. La estimulación de células T a través de CD28 además del receptor de células T (TCR) puede proporcionar una señal potente para la producción de varias interleucinas (IL-6 en particular).
CD28 es el receptor de las proteínas CD80 (B7.1) y CD86 (B7.2). Cuando se activa por ligandos del receptor de tipo Toll, la expresión de CD80 se regula al alza en las células presentadoras de antígeno (APC). La expresión de CD86 en las células presentadoras de antígenos es constitutiva (la expresión es independiente de factores ambientales).
CD28 es el único receptor B7 expresado constitutivamente en células T vírgenes. La asociación del TCR de una célula T virgen con el complejo mayor de histocompatibilidad asociado a un antígeno, pero sin interacción CD28/B7 da como resultado una célula T que es anérgica.

## Estructura
La primera estructura de CD28 fue obtenida en 2005 por el grupo de biología de las células T en la Universidad de Oxford. Es una proteína de 44 kDa.
Consta de un homodímero que se une a sus ligandos: CD80 (B7-1) y CD86 (B7-2), estabilizado por un puente disulfuro. Sus genes están localizados en el cromosoma 2q33.

## Función
Es un marcador de todas las células T y aparece temprano en la maduración de los linfocitos en el timo. Actúa como el receptor de ligandos conocidos como B7.1 (CD80) y B7.2 (CD86) los cuales están sobre las células presentadoras de antígeno. En su función como co-receptores de la membrana del linfocito T, un CD28 incrementa la estabilidad de la interacción entre la célula T4 y la célula presentadora de antígeno (APC) respectiva. 
Sobre la célula presentadora de antígeno que esté en interacción con la Célula T, la unión del CD28 con sus ligandos CD80 y CD86 le estimula a producir interleucinas, en especial interleucina-2 (IL-2) y interleucina-6 (IL-6). Asimismo estimula fuertemente la producción de Antígeno Leucocitario Humano para encontrar epítopes dañinos en todo el cuerpo.

## Interacciones
Se ha visto que CD28 interacciona con:
- GRAP2,[3]
- Grb2,[4][5]  y
- PIK3R1.[6]

## Como blanco de drogas
El fármaco TGN1412, que fue producido por la empresa de biotecnología alemana TeGenero, y que causó inesperadamente falla orgánica múltiple en los ensayos, es un superagonista de CD28. Desafortunadamente, a menudo se ignora que los mismos receptores también existen en células distintas de los linfocitos. También se ha encontrado que CD28 estimula los granulocitos de eosinófilos donde su unión con anti-CD28 conduce a la liberación de IL-2,  IL-4,  IL-13 e IFN-γ.